# Kamran Shirazi
Kamran Shirazi (persisch کامران شیرازی, DMG Kāmrān Šīrāzī; * 21. November 1952 in Teheran, Iran) ist ein iranisch-französischer Schachspieler. Seit 1978 trägt er den Titel eines Internationalen Meisters.

## Leben
Shirazi spielte bei den Schacholympiaden 1972, 1974 und 1976 für sein Heimatland Iran und erzielte dabei insgesamt 23,5 Punkte aus 43 Partien. Er gewann 1972/73 die 17. iranische Einzelmeisterschaft. 1979 emigrierte er in die USA und verdiente dort seinen Lebensunterhalt als professioneller Schach- und Backgammonspieler sowie als Schachtrainer. Er gewann unter anderem 1981, 1983, 1984, 1985 und 1988 die Southern California Open. 1983, 1984, 1985, 1986 und 1992 spielte er die Landesmeisterschaften der USA, musste dort aber einige Rückschläge hinnehmen. 1984 wurde er mit nur einem halben Punkt aus 17 Runden Tabellenletzter und verlor mit Weiß gegen John Peters die kürzeste Partie in der Geschichte dieses Turniers: 1. e4 c5 2. b4 cxb4 3. a3 d5 4. exd5 Dxd5 5. axb4 De5+ 0:1. Auch 1992 wurde er, mit einem Punkt aus 15 Partien, Letzter. Sein bestes Resultat war 1986 ein 6. Platz mit 8 Punkten aus 15 Partien.
Ab 1994 spielte er zahlreiche Turniere in Europa und verlegte seinen Lebensmittelpunkt nach Frankreich. Er erzielte drei Normen für den Titel eines Großmeisters (Le Touquet 1998, Cannes 2002 und Metz 2006), erreichte aber bisher nicht die erforderliche Elo-Zahl. Seit 2006 ist er für die Fédération Française des Échecs spielberechtigt. In der französischen Mannschaftsmeisterschaft spielte er für den Pariser Verein Lutèce Echecs, unter anderem in der Saison 2008/09 in der höchsten Spielklasse, der Top 16, sowie für Tremblay-en-France in der Saison 2017 in der Top 12. In Deutschland spielt Shirazi seit 2012 für den Münchener SC 1836.
Shirazi gilt als sehr origineller Spieler mit einem taktisch geprägten Stil und einer Vorliebe für ungewöhnliche Eröffnungen. Seine Stärken kommen insbesondere im Blitzschach zur Geltung. In dem Film Searching for Bobby Fischer (1993) hat er einen Cameo-Auftritt.
Seine Elo-Zahl weist starke Schwankungen auf, im Januar 2002 erreichte er einen Maximalwert von 2486, im Oktober 2004 fiel er bis auf 2386 ab. Noch deutlicher fielen die Rating-Unterschiede bei der United States Chess Federation aus, von 1991 bis 1993 gab es Werte zwischen 2607 und 2460.